# Ernest Simoni
Ernest Simoni (Troshani, 18. listopada 1928.) je albanski kardinal i svećenik. 

## Djetinjstvo i školovanje
Ernest je rođen u katoličkoj obitelji. U dobi od 10 godina upisuje se na u franjevačku školu u rodnoj zemlji, gdje je ostao do 1948., kada je komunistički režim Envera Hoxhe zatvorio samostan i protjerao sve novake. Od 1953. do 1955. bio je na odsluženju obveznog vojnog roka, nakon kojeg nastavlja studij kako bi mogao postati svećenikom. Upisao je tada ilegalni teološki studij kojeg je s uspjehom završio.

## Svećenik u zatvoru s dvije smrtne presude
Po zavšetku studija zaređen je za svećenika Katoličke crkve 7. travnja 1956.
Dne 24. prosinca 1963., nakon slavlja božićne euharistije, zatvorile su ga komunističke vlasti, zbog sumnje da je odslužio misnu nakanu za pokojnog američkog predsjednika Johna Fitzgeralda Kennedyja, ubijenog nekoliko mjeseci ranije. Zatvoren u tamnicu i mučen, osuđen je na smrt, no kazna je naknadno zamijenjena na 25 godina zatvora i teškoga rada. Tijekom zatvoreničkih godina bio je poput duhovnog oca svim drugim zatvorenicima.
Nova presuda na smrt izrečena mu je 1973., pod optužbom poticanja pobune, ali suprotno svjedočanstvo jednoga od zatvorenika ponovno dovodi do neizvršenja presude.

## Prislini rad
Nakon 18 godina teškoga rada, osobođen je 1981., nastavljajući i dalje biti "narodni neprijatelj" za tadašnji režim. Čak i nakon oslobođenja iz zarobljeništva, bio je prisiljen raditi u kanalizacijama grada Skadra na sjeverozapadu Albanije. Tijekom cijelog ovog razdoblja tajno je ustrajao u svećeničkoj službi, sve do pada komunističkog režima 1990.

## Sloboda
U postkomunističkoj Albaniji kao svećenik djeluje u nekoliko sela, noseći svoje svjedočanstvo progonjenog katoličkog svećenika koji je preživio komunistički režim.

## Životno svjedočanstvo pred Papom
Dne 21. rujna 2014. susreće se s papom Franjom tijekom njegova apostolskog posjeta Albaniji gdje mu javno izriče svoje životno svjedočanstvo. Bio je to jedan od najdirljivih susreta u pontifikatu pape Franje. Gotovo svi svjetski mediji prenijeli su njegovo životno svjedočanstvo i susret s Papom.

## Kardinalska čast
Papa Franjo najavio je 9. listopada 2016. njegovo imenovanje kardinalom. Na konzistoriju održnom 19. studenoga 2016. Papa ga je imenovao kardinalom đakonom dodijelivši mu crkvu Santa Maria della Scala u Rimu. Bio je tada jedini svećenik imenovan kardinalom što ga je stavilo u središte svjetske medijske pozornosti.